# Monaster Krušedol
Monaster Krušedol – prawosławny klasztor w kompleksie Fruškiej Gory, w jurysdykcji eparchii sremskiej Serbskiego Kościoła Prawosławnego. Wzniesiony w latach 1509–1516 jako rodowe mauzoleum Brankoviciów, gruntownie przebudowany w stylu barokowym w XVIII w. 

## Historia
Monaster został ufundowany przez Jerzego Brankovicia (w monasterze – Maksyma) z przeznaczeniem na mauzoleum jego rodziny. Niedaleko niego jego matka Angelina utworzyła klasztor żeński, już nieistniejący, pozostała po nim cerkiew Spotkania Pańskiego. Mnisi na przełomie XVII i XVIII w. schronili się przed wojną turecko-austriacką w Szentendre, następnie powrócili na Frušką Gorę. 
W 1708 monaster został ogłoszony siedzibą metropolii prawosławnej, której podporządkowane zostały serbskie świątynie w Austrii. Odbyły się w nim dwa sobory cerkiewno-ludowe. Już w 1713 siedzibę metropolii przeniesiono jednak do Sremskich Karlovców. W 1716 monaster został po raz kolejny zniszczony i spalony, groby Brankoviciów zostały splądrowane i spalone. 
Monaster odbudowano jeszcze w I połowie XVIII w. w stylu barokowym. Nie wznowił natomiast działalności zniszczony w tym samym roku klasztor żeński, którego mieszkanki uciekły przed Turkami do Sremskich Karlovców. W odnowę monasteru Krušedol szczególnie angażował się metropolita belgradzki Wincenty w 1721, następnie znaczne wysiłki na rzecz jego rozbudowy poczynił biskup Nikanor (Melentijević), który pracował przy remoncie głównej cerkwi oraz budowie nowych budynków mieszkalnych dla mnichów. W 1726 podjęto prace przy budowie dzwonnicy, w tym samym czasie nieznany artysta rosyjski wykonał część ikonostasu (rząd Deesis) w mniejszej cerkwi św. Maksyma. 
Zajmuje honorowe pierwsze miejsce wśród monasterów Fruškiej Gory. 
W monasterze pochowano m.in. króla Milana Obrenovicia, księżnę serbską Ljubicę, patriarchów serbskich Arseniusza III i Arseniusza IV, metropolitów belgradzkiego Wincentego i Piotra, biskupów Nikanora (Melentijevicia), Mojżesza (Petrovicia), Jana (Georgijevicia), wojewodę Stevana Šupljikca. 

## Architektura
Monasterska cerkiew nosi wezwanie Zwiastowania. Została zbudowana na planie trójkonchowym, z wydłużoną nawą i przedsionkiem oraz półkoliście zamkniętymi absydami. Nawa obiektu wspiera się na czterech filarach. Od północnego zachodu do świątyni przylega zbudowana po 1726 dzwonnica, zbudowana przez braci Nedeljka, Vasilije i Stojicia Bogdanoviciów.
Na zachodniej elewacji świątyni znajdują się pozostałości starszej, XVI-wiecznej dekoracji malarskiej. W latach 1750–1756 w nawie, pomieszczeniu ołtarzowym i przedsionku wykonano nowe freski, których autorem był ukraiński malarz Jow Wasylewicz. Z XVIII w. pochodzi również ikonostas zwieńczony krucyfiksem.